# Derobrachus lingafelteri
Derobrachus lingafelteri là một loài bọ cánh cứng trong họ Cerambycidae.